# Rachadinha
Rachadinha ou desvio de salário de assessor é a prática de corrupção caracterizada pelo repasse de parte dos salários de assessores para o parlamentar ou secretário a partir de um acordo pré-estabelecido ou como exigência para a função;. A prática também pode ser caracterizada quando o agente se utiliza de "funcionários fantasmas". Nesta hipótese, uma pessoa é nomeada para exercer um cargo público sem contudo desempenhar as atribuições que lhe cabem, em algumas situações essa pessoa nem sequer existe, assim a remuneração referente ao cargo ocupado pelo funcionário fantasma é desviada em proveito do agente que o nomeou.

## Funcionamento
Basicamente a "rachadinha" configura duas etapas:
- o político nomeia para um determinado cargo uma pessoa que não desempenhará nenhuma função, é comum procurarem pessoas que precisam de emprego e que acabam aceitando o acordo anteriormente estabelecido.
- o servidor contratado recebe o salário e repassa parte dele para o deputado, ou para alguém de sua família.

## Legislação
Não há consenso entre os especialistas da área jurídica sobre o enquadramento do repasse no ordenamento jurídico brasileiro. Há juristas que entendem que o desvio somente se configura como ato de improbidade administrativa. Outros, no entanto, consideram que a conduta não só se considera ato de improbidade, como também está tipificada no Código Penal. Todavia, estes últimos divergem sobre em qual crime a conduta se encaixa, se em peculato, corrupção passiva ou concussão.
Há ainda uma pequena parcela de juristas que negam a existência de conduta criminosa ou de improbidade quando o funcionário, por livre e espontânea vontade, decide doar parte de seu salário ao parlamentar, só se configurando o crime quando o funcionário é obrigado a fazer o repasse. Tal hipótese não se aplica no caso de "funcionários fantasmas".

## Prevenção

### Reforma administrativa
Em 2021, sindicatos como o Sindicato Nacional dos Analistas-Tributários da Receita Federal do Brasil (Sindireceita) e a Federação Nacional dos Sindicatos de Trabalhadores em Saúde, Trabalho, Previdência e Assistência Social (FENASPS) iniciaram uma campanha contra a Proposta de Reforma Administrativa durante o governo Bolsonaro,que visava a diminuir o número de funcionários concursados e aumentar o número de funcionários nomeados. Segundo os sindicatos, os funcionários concursados são protegidos de esquemas de rachadinha por não poderem ser ameaçados e chantageados com demissões, o que acontece com funcionários nomeados.

## Exemplos de casos
- Caso Queiroz, em dezembro de 2018, o Conselho de Controle de Atividades Financeiras (Coaf) apontou movimentações estranhas no valor de 1,2 milhão na conta de o Fabrício Queiroz, assessor de Flávio Bolsonaro na Assembleia Legislativa do Rio de Janeiro. Posteriormente, a Coaf apresentou outro relatório apontando movimentações na conta do próprio Flávio, apurando 48 depósitos na conta do então deputado estadual, no total de R$ 96 mil. [7]
- Carlos Bolsonaro também foi investigado por “rachadinha” em junho de 2019, quando foi revelado que o vereador empregou em seu gabinete a ex-madrasta Ana Cristina Siqueira Valle e sete parentes dela que sequer moravam no Rio de Janeiro.[7] As investigações ainda se arrastam no MP-RJ.[11]
- Coronel Nishikawa, deputado estadual do PL, é investigado pelo Ministério Público de São Paulo por suspeita de desvio de verbas e lavagem de dinheiro. Segundo o jornal Estado de São Paulo, uma denúncia anônima acusou o parlamentar de recolher metade dos salários de 18 funcionários comissionados de seu gabinete.[7] A denúncia foi arquivada uma vez que o desembargador considerou que o Ministério Público não apresentou indícios que baseassem a denúncia anônima.[12]
- Davi Miranda, deputado do PSOL-RJ foi investigado por improbidade administrativa, por peculato e lavagem de dinheiro por suspeita de "rachadinha" no período em que atuou como vereador do Rio de Janeiro. O pedido de investigação encaminhado pelo Coaf ao Ministério Público do Rio aponta movimentações atípicas num total de R$ 2,5 milhões entre 2 de abril de 2018 e 28 de março de 2019 e a existência de repasses feitos por funcionários do gabinete do deputado.[7][13]
- Janira Rocha, presidente do PSOL-RJ e ex-deputada estadual, é acusada de ter contratado funcionários fantasmas e exigido que funcionários de seu gabinete na Assembleia Legislativa devolvessem parte de seus salários. O caso foi revelado em 2013 após a prisão de dois assessores da parlamentar que tentavam vender, por R$ 1,5 milhão, provas contra a então presidente do partido. Janira Rocha foi afastada dos dois cargos.[7][14]
- André Janones, deputado federal do Avante-MG, em 2023 foi acusado pelo ex-assessor Cefas Luiz Paulino de cometer "rachadinha" contra vários funcionários de seu gabinete em Brasília. Janones nega as acusações.[15]